# 长岗乡
长岗乡，是中华人民共和国黑龙江省绥化市兰西县下辖的一个乡镇级行政单位。

## 行政区划
长岗乡下辖以下地区：
长新村、长富村、长太村、长春村和长荣村。